# Carnicería en México
Carnicería en México: en México se define como tablajero o carnicero a la persona que destaza, corta, prepara, limpia, pesa y vende al público carne de res, cerdo y otros animales, en establecimientos dedicados a esta actividad, carnicerías. Se auxilia de herramientas propias del oficio. El oficio de carnicero en México es una profesión que puede considerarse tradicional. Normalmente se transmiten los conocimientos de generación en generación, ya que es difícil encontrar una escuela o instituto que brinde capacitación para realizar este oficio.[cita requerida]

## Cortes del altiplano
Los cortes de la carne varían según el país en el que uno se encuentre. Esto se debe principalmente a las razas de animales con las que trabajan los carniceros, ya que para realizar los cortes depende el tamaño y la consistencia del animal. 
Otra razón por la que varían los cortes en los distintos países es porque depende del platillo que se vaya a preparar, el corte que debe llevar la carne. Algunos ejemplos de cortes de carne de res estilo mexicano, en qué parte del animal se localizan y para qué se utilizan, se describen a continuación:
•	Aguayón: se localiza al principio de la pierna. Se utiliza para bisteces, ya sea asados al carbón o a la plancha, en milanesas y también en trozos.
•	Bola: una parte de la pierna. Se utiliza para milanesa, bisteces y en trocitos.
•	Cuete: se encuentra en la parte posterior de la pierna. Se hace en guisados, a la vinagreta, mechado y cocido.
•	Chamberete: es una parte de la pierna, casi junto a la pata. Se usa en caldos, cocidos y guisados. En el centro tiene tuétano que se utiliza para hacer tacos.
•	Retazo con hueso: se encuentra en la parte baja, donde termina el costillar. Se usa para preparar cocidos y caldos.
•	Ossobuco o chamorro: parte intermedia entre la pierna y la pata. Se utiliza al horno, cocido y en guisados.
•	Carne molida: puede ser de aguayón, bola o espaldilla. Se utiliza en picadillos, rellenos, albóndigas, hamburguesas y guisos.
•	Pescuezo: parte posterior de la cabeza, ideal para hacer jugo de carne.
•	Pecho: es la parte baja del frente de la res. Se utiliza para preparar pucheros y caldos.
•	Centro de pierna: parte central interna de las piernas. Se corta en trozos y bisteces; y puede hacerse horneado, frito o guisado.
•	Suadero: parte intermedia entre la panza y la pierna. Se corta en trozos y bisteces; puede prepararse en guisado o frito.
•	Pulpa: es la parte media de la pierna. Se pueden hacer diversos cortes con ella.
•	Costillar: es un trozo de lomo con hueso. Se prepara al carbón, a la plancha, asado, frito o guisado.
•	Filete: está ubicado a un costado del lomo. Es carne muy blanda y jugosa. Se pueden hacer diferentes cortes con él, como filete mignon, a la tampiqueña, medallones, puntas de filete y bisteces.
•	Espaldilla: es la parte superior de la pierna delantera. Se corta en trozos para guisados o como carne molida.
•	Agujas: es la parte baja del lomo y tiene hueso. Se usa para asar y para caldos.
•	Falda: está en la parte baja de la res. En trozos sirve para cocidos, caldos, guisados, deshebrada para guisos y tacos.
Cabe mencionar que en las carnicerías mexicanas también podemos encontrar cortes internacionales como son el entrecorte de tipo francés y otros cortes como el Sirloin, el T-bone steak, el roast beef y el Rib eye.

## Razas bovinas con orientación cárnica
En México las principales razas bovinas con orientación cárnica son las siguientes: Hereford, Charolesa, Brahman, Nelore y Pardo Suizo Europeo.

### Hereford
Esta raza se originó en el condado de Hereford en Inglaterra, de ahí el origen de su nombre. Entre los ganaderos también se le conoce como “Cara Blanca” debido a que como su nombre lo indica tienen la cara blanca, mientras que la tonalidad del color de su cuerpo va del rojo claro al oscuro. El tamaño de la raza va de mediano a grande, el peso promedio de las vacas adultas es de 550 a 620, y el de los toros está entre 900 y 1,100 kg. 
Las ventajas que esta raza brinda a los ganaderos son la capacidad que tienen para recorrer los potreros y así obtener su alimento, y su adaptabilidad a las distintas condiciones que privan en ranchos y corrales de engorda. Además de que su temperamento y carácter son tranquilos y fáciles de manejar. 
En México esta raza se localiza principalmente en los estados del norte como Sonora, Durango y Chihuahua, donde se encuentra la asociación de criadores.

### Nelore
Dentro del grupo de las razas cebuinas es el segundo grupo racial más popular en México. 
Esta raza es originaria de los distritos Nellore en la India, especialmente en la costa sur, en la provincia de Madrás. 
Estos animales son de aspecto vigoroso y con gran desarrollo muscular y corporal. De todas las razas Cebú, el Nelore es la que presenta los cuernos más pequeños. Su color puede variar de blanco a gris plateado, incluyendo el negro en el hocico, la piel alrededor de los ojos, las orejas, los cuernos, la cola y las pezuñas. En cuanto al peso, a los dos años estos pueden alcanzar los 400 kg, mientras que los adultos machos llegan a pesar hasta 800 kg y las hembras entre 500 y 600 kg. 
A estos animales se les utiliza para la producción de leche, carne y trabajo, en zonas de alta rusticidad. Tienen una gran capacidad física para sobrevivir, que se ve reflejada en aptitudes de vigor, fertilidad y longevidad. Son animales de temperamento tranquilo, les agrada la compañía del hombre y responden bien al buen trato.

### Pardo Suizo
La raza Pardo Suizo es originaria de la parte media oriental de Suiza. Ésta es famosa mundialmente, en parte porque es la segunda raza con mayor rendimiento lechero. 
Esta raza se encuentra presente en México y Centroamérica, regiones en las que se explota con doble propósito: para la producción de carne y para la cruza con ganado criollo y cebuino. Cabe aclarar que el ganado pardo suizo-mexicano es estirpe europea. Actualmente los criadores de esta raza buscan incluir al pardo suizo-americano. 
La raza Pardo Suizo se encuentra en climas tropicales y está presente en los estados de Veracruz, Tabasco y Chiapas, los cuales concentran la mayor parte del hato suizo-mexicano. Sin embargo la asociación de criadores de esta raza se localiza en la Cd. de México. 
La raza Pardo Suizo se caracteriza entre otras cosas por si talla mediana y el color café-gris de su capa, el cual varía en tono, prefiriéndose las sombras oscuras. A pesar de ser de talla mediana, las vacas adultas pueden llegar a pesar hasta 700 kg, mientras que los machos pueden alcanzar los 1000 kg.

## Marco jurídico
Los carniceros en México se rigen principalmente por la NORMA Oficial Mexicana NOM-122-SSA1-1994, Bienes y servicios. Productos de la carne. Productos cárnicos curados y cocidos, y curados emulsionados y cocidos. Especificaciones sanitarias. Aquí se especifican las normas que se deben seguir en las carnicerías con respecto a las ventas, el almacenamiento de la carne, el personal, entre otras cosas. 
Además de esta norma hay otras que también se deben tomar en cuenta, por ejemplo: la NOM-004-Z00-1993 Control de residuos tóxicos en carne, grasa, hígado y riñón de bovinos, equinos, porcinos y ovinos, y la NOM-120-SSA1-1994 Prácticas de higiene y sanidad para el proceso de alimentos, bebidas no alcohólicas y alcohólicas. 
Las carnicerías o expendios de carne pueden registrarse ante la Secretaría de Hacienda y Crédito Público como personas físicas bajo el régimen de pequeños contribuyentes, cuando no tengan ingresos o ventas mayores a $200’000,000.00 al año.

## Marco mercantil
De acuerdo a la resolución del H. Consejo de Representantes de la Comisión Nacional de Salarios Mínimos que fija los salarios mínimos generales y profesionales vigentes a partir del 1 de enero de 2012, en la zona geográfica

## Instrumentos de los carniceros
-Cuchillo del carnicero: se trata de un cuchillo profesional empleado en las carnicerías para filetear, extraer, trocear o partir huesos diferentes porciones de carne. En la gran variedad de formas y pesos, se encuentran:
-Cuchilla de golpe: se trata de un cuchillo determinado por el peso, el ancho y el grueso de la hoja. Oscila entre 1 y 2 kg de peso. Empleado en las carnicerías para filetear y extraer diferentes porciones de carne.
-Cuchilla de medio golpe: al igual que la anterior pero la hoja más estrecha.
-El cuchillo para deshuesar: este cuenta con unos 12 cm de longitud en su hoja, la cual es delgada y puntiaguda. Su tamaño facilita la introducción en las pequeñas ranuras de los huesos.
-El cuchillo para aplastafiletes: de forma trapezoidal de 14 cm por 13 cm con un peso que oscila entre 700 g y 1.5 kg, se emplea para aplastar la carne.